# Championnats des Balkans d'athlétisme 2016
Navigation
Édition précédente Édition suivante
La 71e édition des Championnats des Balkans d'athlétisme de 2016 aura lieu à Pitești en Roumanie, les 25 et 26 juin 2016.

## Carrière
L'équipe de Turquie masculine réalise presque l'exploit de remporter tous les titres en sprint : ils échouent seulement sur le 400 m.
Le Kosovo remporte sa toute première médaille avec l'argent sur 800 m.
La Roumanie, évoluant à domicile, remporte le plus de médaille d'or avec un total de 8, tandis que la Turquie remporte le plus grand nombre de médailles avec 23. 14 pays décrochent une médaille, un record.

## Résultats

### Hommes
| Épreuves                               | Or                                                                                    | Argent                                                                     | Bronze                                                                                     |
| -------------------------------------- | ------------------------------------------------------------------------------------- | -------------------------------------------------------------------------- | ------------------------------------------------------------------------------------------ |
| 100 m Vent : -1,1 / -1,5 / -2,0 / -2,5 | Ramil Guliyev 10 s 30                                                                 | Emre Zafer Barnes 10 s 32                                                  | Denis Dimitrov 10 s 47                                                                     |
| 200 m Vent : -2,7 / -1,0 / -0,4        | Ramil Guliyev 20 s 98                                                                 | İzzet Safer 21 s 16                                                        | Panagiotis Andreadis 21 s 35                                                               |
| 400 m                                  | Mateo Ružić 46 s 31                                                                   | Željko Vincek 46 s 83                                                      | Alexandru Babaian 47 s 41                                                                  |
| 800 m                                  | Amel Tuka 1 min 47 s 69                                                               | Musa Hajdari 1 min 48 s 55                                                 | Valentin Catalin Voicu 1 min 50 s 16                                                       |
| 1 500 m                                | Ioan Zaizan 3 min 42 s 74                                                             | Andreas Dimitrakis 3 min 44 s 25                                           | Süleyman Bekmezci 3 min 44 s 85                                                            |
| 5 000 m                                | Mitko Tsenov 14 min 29 s 86                                                           | Hakan Coban 15 min 03 s 87                                                 | Maxim Raileanu 15 min 04 s 93                                                              |
| 110 m haies Vent : -1,6 / -1,5         | Milan Trajkovic 13 s 73                                                               | Cosmin Ilie Dumitrache 14 s 01                                             | Alexandros Stavrides 14 s 37                                                               |
| 400 m haies                            | Rusmir Malkočević 51 s 47                                                             | Petros Kyriakidis 51 s 97                                                  | Filip Pestic 52 s 02                                                                       |
| 3 000 m steeple                        | Hakan Duvar 8 min 40 s 76                                                             | Stefana Andrei Cristian 8 min 51 s 00                                      | Osman Junuzovic 9 min 00 s 06                                                              |
| 4 × 100 m                              | Turquie Cumali Umutcan Emektaş Furkan Sen Abdulkadir Gögalp Emre Zafer Barnes 39 s 67 | Slovénie Jan Kramberger Gregor Kokalovič Blaž Brulc Ahac Moretti 40 s 81   | Serbie Goran Podunavac Filip Ištvanovic Strahinja Jovancevic Aleksa Kijanovic 40 s 83      |
| 4 × 400 m                              | Turquie Halit Kiliç Yasmani Copello Batuhan Altıntaş Yavuz Can 3 min 4 s 21           | Croatie Antonio Zelić Željko Vincek Mateo Kovačić Mateo Ružić 3 min 8 s 54 | Bosnie-Herzégovine Rusmir Malkočević Semir Avdic Abedin Mujezinovic Amel Tuka 3 min 9 s 47 |
| Saut en hauteur                        | Vasílios Konstantínou 2,23 m                                                          | Konstadínos Baniótis 2,23 m                                                | Milos Todosijevic Tihomir Ivanov 2,20 m                                                    |
| Saut à la perche                       | Ivan Horvat 5,50 m                                                                    | Lev Skorish 5,00 m                                                         | Atanas Petrov 5,00 m                                                                       |
| Saut en longueur                       | Strahinja Jovančević 7,92 m                                                           | Cristian Iulian Staicu 7,87 m                                              | Alper Kulaksız 7,84 m                                                                      |
| Triple saut                            | Levon Aghasyan 16,49 m                                                                | Tom Yakubov 16,44 m                                                        | Momchil Karailiev 16,24 m                                                                  |
| Lancer du poids                        | Georgi Ivanov 20,62 m                                                                 | Asmir Kolašinac 20,02 m                                                    | Andrei Toader 19,98 m                                                                      |
| Lancer du disque                       | Alin Firfirică 60,58 m                                                                | Martin Marković 60,05 m                                                    | Roland Varga 58,24 m                                                                       |
| Lancer du marteau                      | Eşref Apak 76,45 m                                                                    | Serghei Marghiev 74,89 m                                                   | Özkan Baltacı 74,65 m                                                                      |
| Lancer du javelot                      | Dejan Mileusnić 77,83 m                                                               | George Catalin Zaharia 76,17 m                                             | Andrian Mardare 75,72 m                                                                    |
| Décathlon                              | Darko Pešić 7 827 pts                                                                 | Panayiótis Mántis 7 077 pts                                                | Aleksandar Grnovic 7 049 pts                                                               |

### Femmes
| Épreuves                        | Or                                                                                | Argent                                                                                     | Bronze                                                                  |
| ------------------------------- | --------------------------------------------------------------------------------- | ------------------------------------------------------------------------------------------ | ----------------------------------------------------------------------- |
| 100 m Vent : -1,4 / -0,1 / -2,2 | Ivet Lalova-Collio 11 s 57                                                        | Diana Vaisman 11 s 88                                                                      | Lucija Pokos 11 s 89                                                    |
| 200 m Vent : -1,7 / -2,2        | Katerína Daláka 24 s 10                                                           | Lucija Pokos 24 s 13                                                                       | Andreea Ogrăzeanu 24 s 25                                               |
| 400 m                           | Tamara Salaški 52 s 00                                                            | Anna Vasileiou 52 s 75                                                                     | Bianca Răzor 52 s 89                                                    |
| 800 m                           | Florina Pierdevara 2 min 04 s 21                                                  | Mihaela Roxana Nunu 2 min 05 s 10                                                          | Eléni Filándra 2 min 06 s 45                                            |
| 1 500 m                         | Claudia Bobocea 4 min 16 s 94                                                     | Aslı Arık 4 min 21 s 54                                                                    | Dilyana Minkina 4 min 23 s 04                                           |
| 5 000 m                         | Teodora Simović 16 min 28 s 98                                                    | Monica Madalina Florea 16 min 33 s 87                                                      | Anastasia Karakatsani 16 min 35 s 80                                    |
| 100 m haies Vent : -0,3 / -2,0  | Ivana Lončarek 13 s 09                                                            | Olympia Petsoudi 13 s 36                                                                   | Anamaria Nesteriuc 13 s 44                                              |
| 400 m haies                     | Katerína Daláka 58 s 27                                                           | Anna Berghii 58 s 28                                                                       | Elif Yıldırım 58 s 78                                                   |
| 3 000 m steeple                 | Ancuța Bobocel 9 min 46 s 34                                                      | Silvia Danekova 10 min 05 s 99                                                             | Sebahat Akpınar 10 min 24 s 02                                          |
| 4 × 100 m                       | Grèce Yeoryía Koklóni Elisávet Pesirídou Olympia Petsoudi Katerína Daláka 44 s 51 | Croatie Ivana Lončarek Lucija Pokos Kristina Dudek Nika Župa 45 s 45                       | Turquie Derya Yildirim Zeynep Baş Yaren Acer Berfe Sanlak 45 s 97       |
| 4 × 400 m                       | Roumanie Adelina Pastor Anamaria Ioniță Andrea Miklós Bianca Răzor 3 min 31 s 26  | Grèce Konstantina Giannopoulou Eléni Filándra Despoia Mourta Katerína Daláka 3 min 37 s 48 | Turquie Emel Şanlı Meryem Kasap Berfe Sanlak Meryem Kasap 3 min 37 s 72 |
| Saut en hauteur                 | Mirela Demireva 1,91 m                                                            | Marija Vuković 1,88 m                                                                      | Burcu Yüksel 1,85 m                                                     |
| Saut à la perche                | Stélla-Iró Ledáki 4,10 m                                                          | Demet Parlak 3,80 m                                                                        | Elija Valentić 3,80 m                                                   |
| Saut en longueur                | Nektaría Panayí 6,49 m                                                            | Filippa Fotopoulou 6,45 m                                                                  | Efthymia Kolokytha 6,40 m                                               |
| Triple saut                     | Elena Panțuroiu 14,33 m                                                           | Hanna Knyazyeva-Minenko 14,25 m                                                            | Cristina Mihaela Sandu 13,67 m                                          |
| Lancer du poids                 | Radoslava Mavrodieva 18,12 m                                                      | Emel Dereli 17,47 m                                                                        | Dimitriana Surdu 15,45 m                                                |
| Lancer du disque                | Hrisoúla Anagnostopoúlou 59,76 m                                                  | Natalia Stratulat 56,29 m                                                                  | Dimitriana Surdu 52,63 m                                                |
| Lancer du marteau               | Zalina Petrivskaya 73,89 m                                                        | Marina Nichișenco 69,25 m                                                                  | Kıvılcım Kaya 68,03 m                                                   |
| Lancer du javelot               | Eda Tuğsuz 56,47 m                                                                | Mădălina-Nicoleta Anghelescu 53,72 m                                                       | Berivan Şakir 51,40 m                                                   |
| Heptathlon                      | Beatrice Puiu 5 890 pts                                                           | Stella Tzikanoula 5 135 pts                                                                | Mladena Petrušić 4 785 pts                                              |

### Tableau des médailles
| Rang  | Nation             | Or | Argent | Bronze | Total |
| ----- | ------------------ | -- | ------ | ------ | ----- |
| 1     | Roumanie           | 8  | 7      | 6      | 21    |
| 2     | Turquie            | 7  | 6      | 10     | 23    |
| 3     | Grèce              | 5  | 8      | 4      | 17    |
| 4     | Bulgarie           | 5  | 1      | 5      | 11    |
| 5     | Croatie            | 3  | 5      | 4      | 12    |
| 6     | Serbie             | 3  | 1      | 3      | 7     |
| 7     | Chypre             | 3  | 1      | 1      | 5     |
| 8     | Bosnie-Herzégovine | 3  | -      | 3      | 3     |
| 9     | Moldavie           | 1  | 4      | 5      | 10    |
| 10    | Monténégro         | 1  | 1      | -      | 2     |
| 11    | Arménie            | 1  | -      | -      | 1     |
| 12    | Israël             | -  | 4      | -      | 4     |
| 13    | Slovénie           | -  | 1      | -      | 1     |
| 13    | Kosovo             | -  | 1      | -      | 1     |
| Total | Total              | 40 | 40     | 41     | 121   |